# Tesfaye Bekele
Tesfaye Bekele (5 febbraio 1971) è un ex mezzofondista e maratoneta etiope.

## Biografia
Nel 1989 ha partecipato ai Mondiali di corsa campestre, piazzandosi in ottava posizione a livello individuale e vincendo una medaglia d'argento a squadre.
L'anno seguente esordisce in maratona, concludendo in nona posizione la Maratona di Stoccolma, ed anche nel seguito della carriera si dedica principalmente alle corse su strada (principalmente maratone e mezze maratone).

## Palmarès
| Anno | Manifestazione    | Sede      | Evento         | Risultato | Prestazione | Note |
| ---- | ----------------- | --------- | -------------- | --------- | ----------- | ---- |
| 1989 | Mondiali di cross | Stavanger | Corsa juniores | 8º        | 26'03"      |      |
| 1989 | Mondiali di cross | Stavanger | A squadre      | Argento   | 22 p.       |      |

## Altre competizioni internazionali
1989
- 7º alla Ingrid's Loppet ( Stavanger) - 25'00"

1990
- 9º alla Maratona di Stoccolma ( Stoccolma) - 2h20'18"
- Bronzo alla Maratona di Reims ( Reims) - 2h19'11"
- 4º alla Maratona di Honolulu ( Honolulu) - 2h28'41"
- 15º alla Route du Vin	Half Marathon ( Grevenmacher) - 1h03'35"
- 4º alla Mezza maratona di Stoccolma ( Stoccolma) - 1h03'58"
- 15º alla Dam tot Dam ( Zaandam), 10 miglia - 48'42"
- 10º alla Dieci miglia di Anversa ( Anversa) - 49'07"

1991
- 24º alla Maratona di Berlino ( Berlino) - 2h16'12"
- Bronzo alla Maratona di Amburgo ( Amburgo) - 2h14'13"
- 4º alla Maratona di Reims ( Reims) - 2h14'36"
- 16º alla Maratona di Houston ( Houston) - 2h18'48"
- Oro alla Maratona di Norimberga ( Norimberga) - 2h23'46"
- Argento alla Mezza maratona di Stoccolma ( Stoccolma) - 1h02'40"
- Argento alla Mezza maratona di Oslo ( Oslo) - 1h03'00"

1992
- 8º alla Maratona di Reims ( Reims) - 2h17'04"
- 12º alla Maratona di Los Angeles ( Los Angeles) - 2h19'52"
- 7º alla Lidingöloppet ( Lidingö), 30 km - 1h40'50"
- 5º alla Mezza maratona di Stoccolma ( Stoccolma) - 1h04'12"
- 4º alla Mezza maratona di Oslo ( Oslo) - 1h04'54"
- 26º alla Gasparilla Distance Classic ( Tampa), 15 km - 44'36"
- 5º alla Great Gainesville Road Race ( Gainesville), 5 km - 14'13"

1993
- 12º alla Maratona di Londra ( Londra) - 2h15'43"
- 8º alla Maratona di Chicago ( Chicago) - 2h16'19"
- 4º alla Maratona di Marrakech ( Marrakech) - 2h13'57"
- 9º alla Maratona di Amburgo ( Amburgo) - 2h14'45"
- Argento alla Mezza maratona di Chicago ( Chicago) - 1h03'06"
- Argento alla Mezza maratona di Øvre Eiker ( Øvre Eiker) - 1h03'41"
- 16º alla Cascade Run Off ( Portland), 15 km - 44'52"
- 17º alla Peachtree Road Race ( Atlanta) - 29'14"
- 9º all'Arturo Barrios Invitational ( Chula Vista) - 29'34"

1994
- 14º alla Maratona di Londra ( Londra) - 2h12'24"
- Oro alla Maratona di Stoccolma ( Stoccolma) - 2h14'06"
- Argento alla Maratona di Lisbona ( Lisbona) - 2h12'35"
- Bronzo alla Mezza maratona di Stoccolma ( Stoccolma) - 1h03'36"

1995
- 10º alla Maratona di Amsterdam ( Amsterdam) - 2h23'01"
- 7º alla Maratona di Lisbona ( Lisbona) - 2h16'02"
- Oro alla Maratona di Helsinki ( Helsinki) - 2h16'49"
- 12º alla Maratona di Barcellona ( Barcellona) - 2h26'48"
- 4º alla Mezza maratona di Stoccolma ( Stoccolma) - 1h03'13"
- 5º alla Mezza maratona di Göteborg ( Göteborg) - 1h04'11"
- Bronzo alla VM Loppet ( Göteborg), 14 km - 41'30"
- 6º alla Midnattsloppet ( Stoccolma) - 29'08"
- Oro alla Oslo 10 km ( Oslo) - 29'47"

1996
- 10º alla Maratona di Londra ( Londra) - 2h14'37"
- Oro alla Maratona di Stoccolma ( Stoccolma) - 2h15'05"
- Oro alla Ocean State	Marathon ( Warwick) - 2h16'12"
- 5º alla Twin Cities Marathon ( Saint Paul) - 2h17'13"
- 8º alla Maratona di Honolulu ( Honolulu) - 2h17'57"
- 12º alla Mezza maratona di Philadelphia ( Filadelfia) - 1h03'48"
- 6º alla Mezza maratona di Schaumburg ( Schaumburg) - 1h04'13"
- Oro alla Mezza maratona di Fredrikstad ( Fredrikstad) - 1h05'10"
- Bronzo alla Bastille Day Celebration ( Newport Beach), 8 km - 23'49"

1997
- 10º alla Maratona di Boston ( Boston) - 2h14'02"
- Argento alla Maratona di Los Angeles ( Los Angeles) - 2h14'21"
- Bronzo alla Maratona di Duluth ( Duluth) - 2h16'20"
- Oro alla Crater Lake	Marathon ( Klamath Falls) - 2h38'35"
- Oro alla Johnny Kelley Half Marathon ( Hyannis) - 1h08'22"
- Oro alla Great Aloha Run ( Honolulu), 13,2 km - 40'36"
- Oro alla Race for Freedom ( South Boston) - 29'56"
- Argento alla Shelter Island 10 km ( Shelter Island) - 29'57"
- Argento alla Pacific Sun	10 km ( Kentfield) - 31'08"
- Oro alla TDI Museum Run ( New York), 5 km - 14'45"

1998
- 63º alla Maratona di Boston ( Boston) - 2h33'40"
- 16º alla Maratona di New York ( New York) - 2h15'23"
- 9º alla Twin Cities Marathon ( Saint Paul) - 2h19'18"
- 10º alla Maratona di Duluth ( Duluth) - 2h20'11"
- 12º alla Maratona di Houston ( Houston) - 2h25'20"
- Oro alla Marathon Tune-Up ( New York), 30 km - 1h37'32"
- Oro alla Mezza maratona di Staten Island ( New York) - 1h06'05"
- Oro alla Grete's Great Gallop Half Marathon ( New York) - 1h06'46"
- 12º alla Mezza maratona di Melrose ( Melrose) - 1h09'56"
- Argento alla New Milford Road Race ( New Milford), 12,57 km - 40'03"
- Bronzo alla Run for Goodwill ( New York), 5 miglia - 23'33"
- 6º al George Sheehan Classic ( Red Bank), 5 miglia - 24'17"
- Oro alla Turkey Classic ( New York), 5 miglia - 24'18"
- Argento alla Race to Deliver ( New York), 4 miglia - 19'23"
- Oro alla An Ras Mor ( Somerville), 6 km - 19'47"
- Oro alla Not Quite the New York City Marathon ( New York), 5 km - 14'39"
- Argento al Marcus O'Sullivan Challenge ( New York), 5 km - 14'40"
- Oro al Pete McArdle Memorial Crosscountry ( Boston) - 49'28"

1999
- Argento alla Kurt Steiner 50 km ( New York), 50 km - 3h25'38"
- 20º alla Maratona di Boston ( Boston) - 2h21'20"
- 85º alla Maratona di New York ( New York) - 2h37'51"
- Argento alla Maratona di Duluth ( Duluth) - 2h13'26"
- 10º alla Twin Cities Marathon ( Saint Paul) - 2h17'52"
- 8º alla Maratona di San Diego ( San Diego) - 2h18'59"
- Oro alla Maratona di Philadelphia ( Filadelfia) - 2h25'46"
- Oro alla Powerbar ( New York), 32,19 km - 1h49'04"
- Oro alla Marathon Tune-Up ( New York), 30 km - 1h40'08"
- Oro alla Mezza maratona di Manhattan ( New York) - 1h06'11"
- Oro alla Mezza maratona del Bronx ( New York) - 1h06'40"
- Argento alla Mezza maratona di Staten Island ( New York) - 1h07'13"
- Oro alla Grete's Great Gallop Half Marathon ( New York) - 1h08'35"
- Oro alla Roosevelt Island 10 km ( New York) - 30'34"
- Argento alla Joe Kleinerman 10 km ( New York) - 30'42"
- 8º alla Run for the Parks ( New York), 4 miglia - 20'10"
- Oro alla Not Quite the New York City Marathon ( New York), 5 km - 14'49"
- Oro alla Wall Street Run ( New York), 5 km - 15'28"
- Argento al Gridiron Classic ( New York), 5 km - 16'06"

2000
- Argento alla Maratona di Austin ( Austin) - 2h14'47"
- 5º alla Maratona di Houston ( Houston) - 2h15'43"
- 10º alla Maratona di Duluth ( Duluth) - 2h21'30"
- 9º alla Maratona di Los Angeles ( Los Angeles) - 2h27'01"
- 6º alla Sentrumslopet ( Oslo) - 30'25"

2001
- Bronzo alla Grete's Great Gallop Half Marathon ( New York) - 1h08'48"
- 8º alla Broadway on Broadway ( New York), 5 km - 15'30"